# Orso Serra
Orso Serra (Genova, 20 settembre 1811 – Genova, 22 gennaio 1882) è stato un politico italiano.
Fu nominato senatore del Regno di Sardegna con decreto del 7 marzo 1860.